# Lazarus You Heung-sik
Lazarus You Heung-sik (o Lazzaro; coreà: 유흥식; Hanja: 兪興植; Nonsan, 17 de novembre de 1951) és un prelat sud-coreà de l'Església Catòlica i l'actual Prefecte de la Congregació per al Clergat. És el primer coreà nomenat per dirigir un departament de la cúria pontifícia. Anteriorment va servir com a bisbe de la diòcesi de Daejeon del 2005 al 2021, després de dos anys com a bisbe coadjutor sota el bisbe Joseph Kyeong Kap-ryong.
Va esdevenir cardenal durant el consistori del 27 d'agost de 2022.

## Biografia
Lazarus You Heung-sik va néixer el 17 de novembre de 1951 a Nonsan, Chungcheong del Sud, Corea del Sud. Va ser batejat catòlic als setze anys. Va estudiar primer a Seül a la Universitat Catòlica de Corea i després a Roma, on es va llicenciar en teologia dogmàtica a la Universitat Pontifícia del Laterà. Va ser ordenat sacerdot el 9 de desembre de 1979.
Les seves tasques incloïen períodes com a ajudant de sacerdot a la catedral diocesana, director d'una casa de retir i director d'un centre educatiu. A partir de 1994, va treballar com a director espiritual i professor a la Universitat Catòlica de Daejeon; en va ser el president del 1998 al 2003. Ha estat associat al Moviment dels Focolars i ha assistit a les trobades internacionals de bisbes que el promouen.
El 9 de juliol de 2003, el papa Joan Pau II el va nomenar bisbe coadjutor de la diòcesi de Daejeon. Va rebre la seva consagració episcopal el 19 d'agost de 2003 del bisbe Joseph Kyeong Kap-ryong de Daejeon. Va esdevenir bisbe després de la jubilació de Kyeong l'1 d'abril de 2005.
El 29 de maig de 2007, el papa Benet XVI el va nomenar membre del Pontifici Consell Cor Unum.
Mentre bisbe de Daejeon ha dirigit diversos comitès de la Conferència Episcopal de Corea, inclosos els de migrants, la pastoral juvenil i la promoció de la causa dels màrtirs coreans. Mentre servia com a cap de Càritas Corea del 2004 al 2008, va visitar Pyongyang quatre vegades.
El 2014, la seva diòcesi va acollir el Papa Francesc, que va celebrar la missa a l'estadi de la Copa del Món de Daejeon, va participar en la Jornada de la Joventut Asiàtica i es va reunir amb bisbes asiàtics. Va participar al Sínode dels bisbes sobre la joventut i el discerniment de 2018 per designació papal. Va descriure la situació dels joves a Corea: "Des de la infància creixen en una societat altament competitiva. La competència frustra les relacions fraternals, rebutja les amistats i alimenta la solitud." Va aprofitar el sínode per conèixer els dos bisbes participants de la Xina. Va expressar l'esperança de la pau a la península coreana; va imaginar una eventual visita papal a Corea del Nord, però va advertir que caldria uns preparatius amplis, "començant pel tema de la llibertat religiosa i la presència de sacerdots". El 14 d'octubre de 2020 es va convertir en secretari de la Conferència Episcopal de Corea.
L'11 de juny de 2021, el papa Francesc el va nomenar per succeir al cardenal Beniamino Stella com a prefecte de la Congregació per al Clergat, sense especificar la data en què pren possessió. Se li va donar el títol personal d'arquebisbe juntament amb el de bisbe emèrit de Daejeon. Posteriorment et vas traslladar a Roma i vas assumir el seu nou càrrec com a prefecte el 2 d'agost.
L'1 de desembre de 2021, el papa Francesc el nomenà membre de la Congregació per a l'evangelització dels pobles.
El febrer de 2022 va participar en la Universitat Eclesiàstica San Damaso de Madrid, amb una conferència en la cinquena edició de les sessions d'actualització pastoral per a sacerdots.
El 29 de maig de 2022, el papa Francesc va anunciar que t'elevaria al rang de cardenal. El 27 d'agost, el papa Francesc el va nomenar cardenal diaca assignant-li la diaconia de Gesù Buon Pastore alla Montagnola.
L'1 de juny de 2022 va ser nomenat membre de la Congregació pel culte diví i la disciplina dels sagraments.
El 13 de juliol de 2022, el papa Francesc el va nomenar membre del Dicasteri per als Bisbes.